# Chiến tranh Ogaden
Chiến tranh Ogaden, còn gọi là Chiến tranh Ethiopia-Somalia, là một cuộc tấn công quân sự của Somalia từ tháng 7 năm 1977 đến tháng 3 năm 1978 sang khu vực tranh chấp Ogaden do Ethiopia quản lý, khởi đầu bằng cuộc xâm chiếm của Somalia vào Ethiopia. Liên Xô phản đối hành động xâm chiếm và ngừng ủng hộ Somalia, chuyển sang bắt đầu ủng hộ Ethiopia. Chiến tranh kết thúc khi Quân đội Somalia triệt thoái về bên kia biên giới và tuyên bố một thỏa thuận đình chiến. Cuộc chiến đánh dấu sự chia rẽ trong nội bộ khối cộng sản và góp phần vào thất bại toàn tập của khối xã hội chủ nghĩa trong chiến tranh lạnh. 

## Bối cảnh

### Phân chia lãnh thổ
Sau Chiến tranh thế giới thứ hai, Anh duy trì quyền kiểm soát đối với Somaliland thuộc Anh và Somalia thuộc Ý với địa vị lãnh thổ bảo hộ. Năm 1950, theo điều khoản trong các Hòa ước Paris 1947, Liên Hợp Quốc cấp cho Ý quyền quản trị Somalia thuộc Ý, song nằm dưới giám sát chặt chẽ và với điều kiện là Somalia giành độc lập trong mười năm. Somaliland thuộc Anh duy trì là một lãnh thổ bảo hộ thuộc Anh cho đến năm 1960.
Năm 1948, dưới áp lực từ các Đồng Minh trong Thế chiến II của mình và để làm mất tinh thần người Somali, người Anh trao trả Haud và Ogaden cho Ethiopia, dựa theo một hiệp ước mà họ ký vào năm 1897 với nội dung người Anh, Pháp, và Ý thỏa thuận về biên giới lãnh thổ của Ethiopia với Hoàng đế Ethiopia Menelik để đổi lấy việc ông trợ giúp chống các thị tộc thù địch tập kích. Anh đưa vào điều kiện là các cư dân người Somalia sẽ giữ lại quyền tự trị của họ, song Ethiopia lập tức yêu sách chủ quyền đối với khu vực. Điều này xúc tiến một nỗ lực bất thành của người Anh vào năm 1956 để mua lại đất của người Somali bị chuyển giao. Anh cũng trao quyền quản trị khu vực hầu như chỉ có người Somali cư trú là Khu vực Biên giới Phương Bắc (NFD) cho người Kenya bất chấp kết quả bỏ phiếu không chính thức biểu thị ý nguyện áp đảo của cư dân khu vực là gia nhập nước Cộng hòa Somali mới thành lập.
Một cuộc trưng cầu dân ý được tổ chức tại Djibouti láng giềng (đương thời gọi là Somali thuộc Pháp) vào năm 1958, trước khi Somalia độc lập vào năm 1960, nhằm quyết định gia nhập nước Cộng hòa Somalia hay duy trì thuộc Pháp. Kết quả là ủng hộ tiếp tục liên kết với Pháp, phần lớn là do phiếu của dân tộc Afar có số lượng đáng kể và cư dân gốc Âu. Cũng tồn tại gian lận phổ biến trong bỏ phiếu, khi người Pháp trục xuất hàng nghìn người Somali trước khi diễn ra bỏ phiếu. Đa số cử tri bỏ phiếu chống thuộc Pháp thuộc dân tộc Somali, họ tán thành mãnh liệt gia nhập Somalia thống nhất. Djibouti cuối cùng giành độc lập từ Pháp vào năm 1977, và một nhân vật người Sonmali là Hassan Gouled Aptidon trở thành tổng thống đầu tiên của Djibouti.
Somaliland thuộc Anh độc lập vào ngày 26 tháng 6 năm 1960 với quốc hiệu Quốc gia Somaliland, và Lãnh thổ ủy thác Somalia (tức Somalia thuộc Ý cũ) độc lập năm ngày sau đó. Đến ngày 1 tháng 7 năm 1960, hai lãnh thổ hợp nhất thành Cộng hòa Somali. Một chính phủ được thành lập, với Haji Bashir Ismail Yusuf là Chủ tịch Quốc hội, Aden Abdullah Osman Daar là Tổng thống và Abdirashid Ali Shermarke là Thủ tướng (ông làm tổng thống từ 1967–1969). Đến ngày 20 tháng 7 năm 1961 và qua một cuộc trưng cầu dân ý, nhân dân Somalia thông qua một hiến pháp mới, vốn được soạn thảo lần đầu tiên vào năm 1960.
Đến ngày 15 tháng 10 năm 1969, trong khi đến thăm thị trấn Las Anod, Tổng thống Shermarke bị một cận vệ của ông bắn chết. Sau đó, một cuộc đảo chính quân sự được tiến hành vào ngày 21 tháng 10 năm 1969 (ngày sau tang lễ của ông), trong đó Quân đội Somalia đoạt quyền lực. Người khởi xướng đảo chính là tư lệnh Lục quân Thiếu tướng Mohamed Siad Barre.

### Hội đồng Cách mạng Tối cao
Hội đồng Cách mạng Tối cao (SRC) nắm quyền sau khi Tổng thống Sharmarke bị ám sát, và nằm dưới quyền lãnh đạo của Mohamed Siad Barre và Trung tá Salaad Gabeyre Kediye và Cảnh sát trưởng Jama Korshel. Kediye chính thức giữ anh hiệu "Cha của Cách mạng," và Barre ngay sau đó trở thành thủ lĩnh của SRC. SRC sau đó đổi tên nước thành Cộng hòa Dân chủ Somali, giải thr nghị viện và Tòa án Tối cao, và đình chỉ hiến pháp.
Ngoài hỗ trợ tài chính và vũ khí từ trước của Liên Xô, Somalia còn được Ai Cập gửi cho hàng triệu USD vũ khí, huấn luyện quân sự và gửi chuyên gia đến Somalia nhằm hỗ trợ cho chính sách dài hạn của Ai Cập trong việc đảm bảo dòng chảy sông Nin trước Ethiopia bất ổn.

### Derg

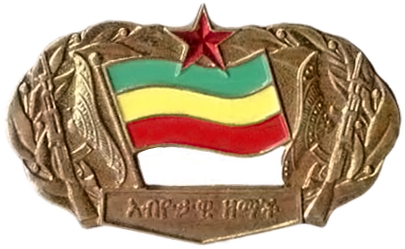
Huy hiệu Đảng của chế độ Derg tại Ethiopia.

Trong khi Somalia đạt được sức mạnh quân sự, thì Ethiopia ngày càng suy yếu. Trong tháng 9 năm 1974, Hoàng đế Haile Selassie bị Derg (hội đồng quân sự) lật đổ, khởi đầu một thời kỳ náo động. Derg nhanh chóng lâm vào xung đột nội bộ để xác định thủ lĩnh. Trong khi đó, nhiều phong trào chống Derg cũng như ly khai khác nhau bắt đầu trên toàn quốc. Cán cân sức mạnh trong khu vực nay nghiêng về Somalia.
Một trong các tổ chức ly khai tìm cách tận dụng thời cơ bất ổn là Mặt trận Giải phóng Miền Tây Somalia (WSLF) ủng hộ Somalia, hoạt động tại khu vực Ogaden có cư dân là người Somali, cho đến cuối năm 1975 họ đã tấn công nhiều đồn của chính phủ. Từ năm 1976 đến 1977, Somalia cung cấp vũ khí và viện trợ khác cho WSLF.
Một dấu hiệu cho thấy trật tự trong Derg được khôi phục là lời tuyên bố của Mengistu Haile Mariam với tư cách nguyên thủ quốc gia vào ngày 11 tháng 2 năm 1977. Tuy nhiên, Ethiopia vẫn nằm trong náo động khi quân đội nỗ lực trấn áp các đối thủ dân sự. Bất chấp bạo lực, Liên Xô sau khi quan sát chặt chẽ đã trở nên tin tưởng rằng Ethiopia đang phát triển thành một nhà nước Marxist–Leninist đích thực và Liên Xô có lợi ích trong viện trợ chế độ mới. Do đó, họ bí mật tiếp cận Mengistu với các đề nghị viện trợ và được chấp thuận. Ethiopia đóng cửa phái đoàn quân sự và trung tâm thông tin Hoa Kỳ trong tháng 4 năm 1977.
Tháng 6 năm 1977, Mengistu cáo buộc Somalia đưa binh sĩ xâm nhập khu vực của người Somali để chiến đấu cùng WSLF. Bất chấp các bằng chứng đáng kể, Barre kịch liệt bác bỏ điều này, nói rằng các tình nguyện viên Quân đội Somalia được phép trợ giúp WSLF.

## Tiến trình chiến tranh

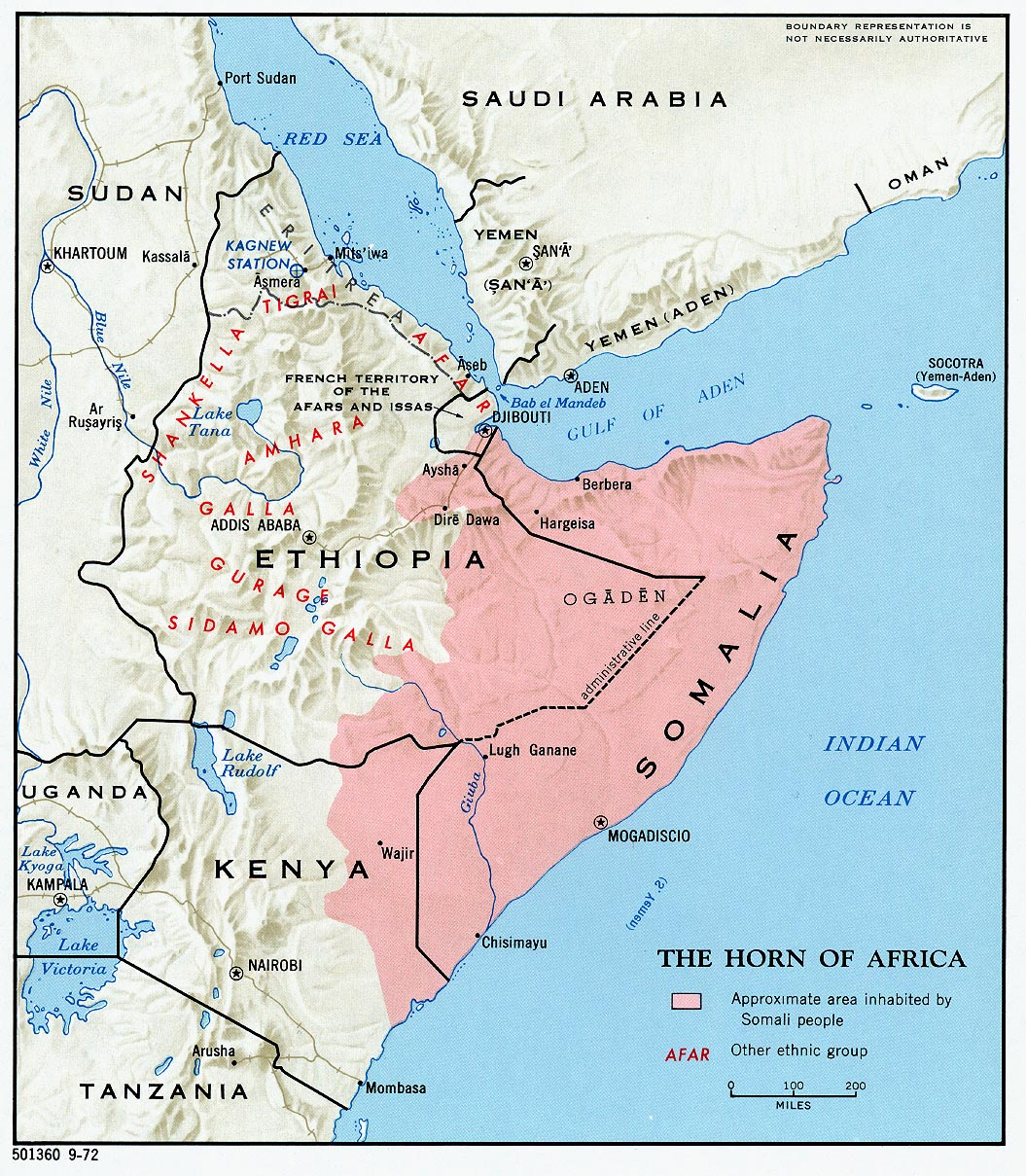
Phạm vi tương đối Đại Somalia.

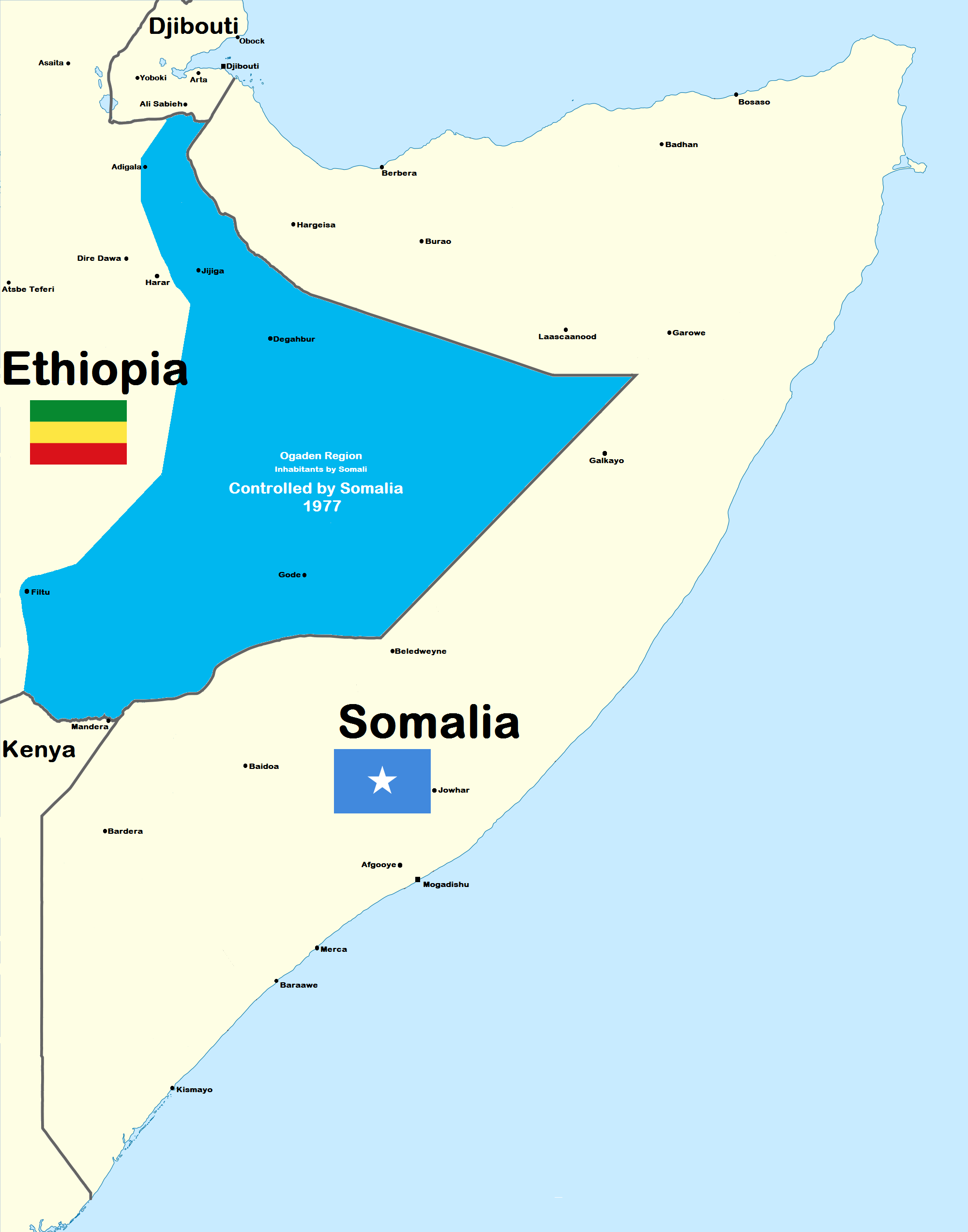
Lãnh thổ Ethiopia bị Somalia chiếm đóng năm 1977.

### Xâm chiếm và giai đoạn đầu (tháng 7–8)
Theo các nguồn của Ethiopia, Quân đội Quốc gia Somalia xua quân xâm nhập Ogaden lúc 03:00 giờ ngày 13 tháng 7 năm 1977 (tức 5 tháng Hamle năm 1969 theo lịch Ethiopia) (một số nguồn khác ghi ngày 23 tháng 7). Theo các nguồn Ethiopia, quân xâm chiếm có số lượng 70.000 người, 40 chiến đấu cơ, 250 xe tăng, 350 thiết vận xa, và 600 pháo, thực tế có nghĩa là toàn bộ lục quân Somalia. Đến cuối tháng, 60% lãnh thổ Ogaden nằm trong tay quân SNA-WSLF, trong đó có Gode bên bờ sông Shabelle. Các lực lượng tấn công gặp phải một số thất bại ban đầu; quân phòng thủ Ethiopia tại Dire Dawa và Jijiga gây thương vong nặng cho họ. Không quân Ethiopia (EAF) cũng bắt đầu lập ưu thế hàng không khi sử dụng các máy bay Northrop F-5, cho dù ban đầu bị áp đảo về số lượng MiG-21 của Somalia. Tuy nhiên, Somalia dễ dàng áp đảo năng lực vũ khí và kỹ thuật của Ethiopia. Tướng quân Vasily Petrov của Quân đội Liên Xô báo cáo về Moskva "tình trạng tàn tệ" của Lục quân Ethiopia. Các sư đoàn lục quân số 3 và 4 của Ethiopia thực tế ngưng tồn tại do phải đương đầu với quân chủ đạo của Somalia.
Liên Xô nhận thấy mình cung ứng cho cả hai bên tham chiến, họ nỗ lực làm trung gian để ngừng bắn. Khi nỗ lực thất bại, người Liên Xô bỏ rơi Somalia. Toàn bộ viện trợ cho chế độ của Siad Barre bị dừng lại, trong khi vũ khí chuyển bằng tàu biển đến Ethiopia thì tăng lên. Viện trợ quân sự của Liên Xô (đứng thứ nhì về cường độ chỉ sau đợt tái cung cấp khổng lồ vào tháng 10 năm 1973 cho quân Syria trong Chiến tranh Yom Kippur) và các cố vấn tràn ngập cùng với khoảng 15.000 chiến binh Cuba. Các quốc gia Cộng sản khác cung cấp trợ giúp: Cộng hòa Dân chủ Nhân dân Yemen cung cấp viện trợ quân sự và Triều Tiên giúp đào tạo một lực lượng "dân quân"; Đông Đức cũng cung cấp huấn luyện, kỹ thuật và hỗ trợ quân. (Khi quy mô trợ giúp của phe Cộng sản trở nên rõ ràng trong tháng 11 năm 1977, Somalia đoạn tuyệt quan hệ ngoại giao với Liên Xô và trục xuất toàn bộ công dân Liên Xô khỏi lãnh thổ.)
Không phải toàn bộ các quốc gia Cộng sản đều đứng về phía Ethiopia, do kình địch Trung-Xô nên Trung Quốc trợ giúp Somalia trên phương diện ngoại giao cùng bằng chứng trợ giúp quân sự. Romania dười quyền Nicolae Ceauşescu có thói quen phá vỡ các chính sách của Liên Xô và duy trì quan hệ ngoại giao hữu hảo với Siad Barre.
Đến ngày 17 tháng 8, các đơn vị quân đội Somalia đã tiến đến ngoại vi thành phố chiến lược Dire Dawa. Tại thành phố này không chỉ có căn cứ không quân lớn thứ nhì toàn quốc, có giao lộ vào Ogaden, mà còn có đường sắt huyết mạch của Ethiopia đến Biển Đỏ, và nếu người Somalia nắm được Dire Dawa, Ethiopia sẽ không thể xuất khẩu nông sản và có khí tài cần thiết để tiếp tục chiến đấu. Gebre Tareke ước tính quân Somalia tiến với hai lữ đoàn cơ động hóa, một tiểu đoàn xe tăng và một khẩu đội BM về thành phố; kháng cự là Sư đoàn dân quân số 2 Ethiopia, tiểu đoàn Nebelbal 201, tiểu đoàn 781 và lữ đoàn 78, đại đội cơ giới hóa số 4, và một trung đội xe tăng có hai xe. Giao tranh ác liệt với cả hai bên do có tính chất quyết định, song sau hai ngày, bất chấp quân Somalia từng chiếm được sân bay, quân Ethiopia đẩy lùi được cuộc tấn công, khiến quân Somalia triệt thoái. Từ đó, Dire Dawa không còn nguy cơ bị tấn công.

### Các chiến thắng của Somali và bao vây Harar (tháng 9–1)

Lực lượng Mặt trận Giải phóng Tây Somali.

Chiến thắng riêng lẻ lớn nhất của SNA-WSLF là một cuộc tấn công thứ nhì vào Jijiga khoảng giữa tháng 9 (trận Jijiga), khi đó các binh sĩ Ethiopia bị mất tinh thần đã triệt thoái. Lực lượng phòng thủ địa phương không phải đối thủ của quân Somalia và quân đội Ethiopia buộc phải rút qua đèo Marda, nửa đường giữa Jijiga và Harar. Đến tháng 9, Ethiopia buộc phải thừa nhận rằng họ chỉ kiểm soát khoảng 10% diện tích Ogaden và tận dụng mạnh lợi thế của họ do các tiểu đoàn xe tăng chịu tiêu hao lớn, các cuộc không kích không ngớt của Ethiopia vào tuyến tiếp tế của họ, và bắt đầu mùa mưa khiến các đường đất không sử dụng được. Trong thời gian này, chính phủ Ethiopia tìm cách gây dựng và đào tạo một lực lượng dân quân hùng mạnh khổng lồ gồm 100.000 người và biên chế họ vào lực lượng chính quy. Ngoài ra, do quân đội Ethiopia là một khách hàng của vũ khí Hoa Kỳ, họ thích nghi gấp rút với vũ khí mới từ khối Khối Warszawa.
Từ tháng 10 năm 1977 đến tháng 1 năm 1978, quân SNA-WSLF nỗ lực chiếm lĩnh Harar trong trận Harar, khi 40.000 lính Ethiopia tái tập hợp và tái vũ trang với pháo và thiết giáp do Liên Xô cung cấp; nhận được hỗ trợ từ 1500 "cố vấn" Liên Xô và 11.000 binh sĩ Cuba, họ giao tranh ác liệt với người Somali. Mặc dù quân Somali tiến đến ngoại vi thành phố vào tháng 11, song họ kiệt sức và cuối cùng phải triệt thoái để chuẩn bị đối phó quân Ethiopia phản công.

### Ethiopia-Cuba phản công (tháng 2–3)
Dự kiến Ethiopia-Cuba tiến hành tấn công vào đầu tháng 2; tuy nhiên, kèm theo nó là một cuộc tấn công thứ nhì mà người Somali không ngờ. Một đội binh sĩ Ethiopia và Cuba tiến về phía đông bắc vào vùng cao nguyên giữa Jijiga và biên giới với Somalia, vòng qua quân SNA-WSLF trấn giữ đèo Marda. Các máy bay trực thăng Mil Mi-6 không vận các xe bọc thép BMD-1 và ASU-57 của Cuba đến sau lưng đối phương. Người Somalia do đó bị tấn công từ hai hướng trong một trận chiến "gọng kìm", quân Ethiopia tái chiếm Jijiga chỉ trong hai ngày và giết được 3.000 quân Somali. Năng lực phòng thủ của quân Somali sụp đổ và toàn bộ các đô thị chính của Ethiopia bị tái chiếm trong các tuần sau. Nhận thức tình thế, Siad Barre lệnh cho SNA triệt thoái về Somalia vào ngày 9 tháng 3 năm 1978, song Rene LaFort tuyên bố rằng người Somali, biết trước tình hình nên đã rút từ trước các vũ khí hạng nặng. Đơn vị đáng kể cuối cùng của Somalia rời khỏi Ethiopia vào ngày 15 tháng 3 năm 1978, đánh dấu kết thúc chiến tranh.

## Hậu quả
Sau khi SNA triệt thoái, WSLF tiếp tục nổi loạn. Đến tháng 5 năm 1980, phiến quân với trợ giúp của một số lượng nhỏ binh sĩ SNA kiểm soát một khu vực đáng kể tại Ogaden. Tuy nhiên, đến năm 1981 cuộc nổi loạn suy yếu chỉ còn là các cuộc tấn công chớp nhoáng và cuối cùng bị thất bại.
Đối với chế độ Barre, cuộc xâm chiếm có lẽ là sai lầm chiến lược lớn nhất từ khi độc lập, và làm suy yếu quân đội. Khoảng một phần ba binh sĩ biên chế của SNA, ba phần tám đơn vị thiết giáp và một nửa không quân Somalia bị mất. Chính quyền Barre suy yếu dẫn đến từ bỏ thực tế giấc mơ một Đại Somalia thống nhất. Thất bại trong chiến tranh làm trầm trọng thêm bất mãn với chế độ Barre; nhóm đối lập có tổ chức đầu tiên là Mặt trận Dân chủ Cứu tế Somali (SSDF) được các sĩ quan quân đội thành lập vào năm 1979.
Hoa Kỳ nhận Somalia làm một đồng minh Chiến tranh Lạnh từ cuối thập niên 1970 đến năm 1988 nhằm đổi lấy việc sử dụng các căn cứ tại Somalia, và một cách thức gây ảnh hưởng lên khu vực. Một xung đột vũ trang thứ nhì xảy ra vào năm 1988 được giải quyết khi hai quốc gia chấp thuận triệt thoái binh sĩ khỏi biên giới.
Hai bên đều phạm các tội ác chiến tranh nghiêm trọng chống lại thường dân.